# Дзержонювский повет
Дзержонювский повет (пол. Powiat dzierżoniowski) — повет (район) в Польше, входит как административная единица в Нижнесилезское воеводство. Центр повета — город Дзержонюв. Занимает площадь 478,34 км². Население — 103 349 человек (на 31 декабря 2015 года).

## Административное деление
- города: Белява, Дзержонюв, Пешице, Пилава-Гурна, Немча
- городские гмины: Белява, Дзержонюв, Пешице, Пилава-Гурна
- городско-сельские гмины: Гмина Немча
- сельские гмины: Гмина Дзержонюв, Гмина Лагевники

## Достопримечательности
- Замок Гола

## Демография
Население повета дано на 31 декабря 2015 года.
| Перепись            | Всего   | Мужчины | Женщины |
| ------------------- | ------- | ------- | ------- |
| Всего               | 103 349 | 49 206  | 54 143  |
| Городское население | 83 921  | 39 597  | 44 324  |
| Сельское население  | 19 428  | 9609    | 9819    |